# 长吻峨螺
长吻峨螺（学名：Siphonofusus lubrica），是新腹足目峨螺科Siphonofusus属的一种。主要分布于台湾，常栖息在浅海沙底。